# Ritter Roland (Schiff, 1912)
Die Ritter Roland war ein Fahrgastschiff, das auf dem Rhein im Einsatz war.

## Geschichte
Das Schiff wurde 1912 als Rex Rheni mit der Baunummer 160 bei der Schiffswerft Gebr. Wiemann in Brandenburg an der Havel gebaut. Auftraggeber war die Reederei Gebr. Weber in Köln. Der Schraubendampfer wurde dann von der Havel über Hamburg und die Nordsee auf den Rhein überführt und war nach seiner Indienststellung 1913 regelmäßig von Köln aus im Einsatz. Die Fahrgäste konnten auch mehrtägige Touren buchen; übernachtet wurde dann allerdings an Land. Auch während des Ersten Weltkriegs wurden Ausflugsfahrten mit dem Salondampfer angeboten. Zu den Angeboten, die die Reederei dem Publikum machte, gehörten auch Schiffswallfahrten nach Bornhofen. So unternahm beispielsweise Pfarrer Bauseier aus Carweiler im Jahr 1925 mit 777 Frauen und Jungfrauen eine Pilgerreise auf der Rex Rheni von Remagen nach Bornhofen.
Die Rex Rheni, die 1933 in Ritter Roland umbenannt wurde, besaß eine dreizylindrige Dreifach-Expansionsdampfmaschine, die bei günstigen Verhältnissen eine Geschwindigkeit von mehr als 22 km/h ermöglichte. Beleuchtet wurde das Fahrgastschiff mit Acetylenlampen. In der Vorstellung des Schiffes in der Zeitschrift für Binnenschiffahrt und Wasserstraßen wurde 1913 eine Länge von 50 Metern und eine Breite von 7 Metern angegeben; die Längenangabe im Binnenschifferforum liegt mit 38,35 Metern deutlich darunter, eine weitere Quelle gibt eine Länge von 48,85 Metern an. Eine gedruckte Schiffsliste der Wiemann-Bauten von Nr. 1 bis Nr. 264 enthält wiederum die Längenangabe 50 Meter. Die Breite des Schiffes wird hier mit 7 Metern, der Tiefgang mit 2,4 Metern angegeben. Über das Schicksal des Schiffes im bzw. nach dem Zweiten Weltkrieg herrscht offenbar Unklarheit.